# Eugène Lefébure
Pour les personnes ayant le même patronyme, voir Lefébure.
Eugène Lefébure (né à Prunoy le 11 novembre 1838 - mort le 9 avril 1908), est un égyptologue français. Il est directeur de l'Institut français d'archéologie orientale de 1881 à 1883.

## Biographie
Eugène Lefébure est élève du lycée impérial de Sens de 1855 à 1857 ; à la même époque Stéphane Mallarmé est interne dans ce lycée mais il semble que les deux jeunes gens ne firent connaissance qu'en avril 1862, alors que Lefébure est postier à Auxerre. Il devient un des meilleurs amis de Mallarmé et c'est dans la villa que Lefébure a à Cannes que Mallarmé prend conscience du néant en mars 1866.
La correspondance entre Mallarmé et Lefébure est conservée par le fils d'Eugène Lefébure : le docteur Lefébure de Joigny.
Eugène Lefébure devient ensuite égyptologue, maître de conférences à Lyon puis à Paris, professeur à l'École supérieure des Lettres d'Alger.
Au sein d'une mission de l'Institut français d'archéologie orientale dans la vallée des Rois, il travaille sur la tombe de Ramsès IV (KV2). Il documente également la tombe de Séthi Ier et réalise les plans des tombes KV26, KV27, KV28, KV29, KV37, KV40, et KV59 ainsi que WV24 et WV25.

## Publications
- Discussion de l'adresse : Discours de M. Lefébure, Corps législatif, Séance du 9 février 1863, Paris, impr. de Ernest Panckoucke, 1863
- Traduction comparée des hymnes au soleil composant le XVe chapitre du rituel funéraire égyptien, Paris, A. Franck, 1868
- Le mythe osirien, Paris, A. Franck, 1874-1875
- L'Égypte ancienne : discours prononcé à l'ouverture des conférences d'archéologie égyptienne à la Faculté des lettres de Lyon, le 26 avril 1879, Lyon, Pitrat Ainé, 1879
- Les races connues des Égyptiens, Lyon, impr. Pitrat aîné, 1880
- Le Puits de Dei͏̈r-el-Bahari... notice sur les récentes découvertes faites en Égypte, Paris, Ernest Leroux, 1882
- Sur l'ancienneté du cheval en Égypte, Paris, Ernest Leroux, 1884
- Les hypogées royaux de Thèbes Première division, le tombeau de Séti Ier, publié in-extenso avec la collaboration d'Urbain Bouriant et Victor Loret et avec le concours d'Édouard Naville, Paris, Ernest Leroux, 1886
- Le tombeau de Séti Ier, publié in extenso avec la collaboration d'Urbain Bouriant et Victor Loret et avec le concours d'Édouard Naville, Paris, Ernest Leroux, 1886
- Les hypogées royaux de Thèbes, Paris, Ernest Leroux, 1886-89
- Annales du Musée Guimet, Paris, Ernest Leroux, 1887
- Le Cham et l'Adam égyptiens, Londres, Harrison & sons, 1887
- Un des procédés du démiurge égyptien, Paris, Ernest Leroux, 1887
- Les Hypogées royaux de Thèbes 2, Notices des hypogées, publ. avec la collaboration d'Édouard Naville et Ernesto Schiaparelli, Paris, Ernest Leroux, 1889
- Les hypogées royaux de Thèbes Troisième division, Tombeau de Ramsès IV, Paris, Ernest Leroux, 1889
- Mémoires publiés par les membres de la Mission archéologique française au Caire, Tome troisième, Les hypogées royaux de Thèbes, sous la direction de Gaston Maspero et Urbain Bouriant, Paris, Ernest Leroux, 1889
- Rites égyptiens, construction et protection des édifices, Paris, Ernest Leroux, 1890, rééd. Éditeur Maison de vie, Date de parution 10 octobre 1996,  (ISBN 2909816222)
- Le Bucrâne libyen, Avant-propos par Paul Pallary, Alger, A. Jourdan, 1909
- Œuvres diverses, publiées par G. Maspero, Paris, Ernest Leroux, 1910-1915
- L'art égyptien, Le Caire, Institut d'Égypte, 1884
- Annales du Musée Guimet 1, Paris, Ernest Leroux, impr. 1880
- Henri Mondor, Eugène Lefébure : sa vie, ses lettres à Mallarmé, Paris, Gallimard, impr. 1951